# Liste der Kulturdenkmäler in Vöhl
Die folgende Liste enthält die in der Denkmaltopographie ausgewiesenen Kulturdenkmäler auf dem Gebiet  der Gemeinde Vöhl, Landkreis Waldeck-Frankenberg, Hessen.
Hinweis: Die Reihenfolge der Denkmäler in dieser Liste orientiert sich zunächst an Ortsteilen und anschließend der Anschrift, alternativ ist sie auch nach der Bezeichnung, der vom Landesamt für Denkmalpflege vergebenen Nummer oder der Bauzeit sortierbar.
Kulturdenkmäler werden fortlaufend im Denkmalverzeichnis des Landes Hessen durch das Landesamt für Denkmalpflege Hessen auf Basis des Hessischen Denkmalschutzgesetzes (HDSchG) geführt. Die Schutzwürdigkeit eines Kulturdenkmals hängt nicht von der Eintragung in das Denkmalverzeichnis des Landes Hessen oder der Veröffentlichung in der Denkmaltopographie ab.

## Kulturdenkmäler nach Ortsteilen

### Asel
| Bild            | Bezeichnung         | Lage                                                                                          | Beschreibung | Bauzeit | Objekt-Nr. |
| --------------- | ------------------- | --------------------------------------------------------------------------------------------- | ------------ | ------- | ---------- |
| Bild gesucht BW | Stiegmühle          | Asel, Aseler Straße 13, Bei der Stiegmühle, Im Bohland LageFlur: 6, 9, Flurstück: 44, 52, 54  |              |         | 79675 DDB  |
| Hof Asel Süd    | Hof Asel Süd        | Asel, Asel-Süd 1, Unter der Hute 2, Asel-Süd 3 LageFlur: 19, 20, Flurstück: 8/5, 25/3, 26, 27 |              |         | 79674 DDB  |
| weitere Bilder  | Aseler Brücke       | Asel, Edersee LageFlur: 11, Flurstück: 108/102                                                |              |         | 79678 DDB  |
| Bild gesucht BW |                     | Asel, Gesamtanlage Lindenplatz Lage                                                           |              |         | 722107 DDB |
| Bild gesucht BW | Alter Friedhof      | Asel, Im Laumbach LageFlur: 9, Flurstück: 52/34, 55/10                                        |              |         | 79677 DDB  |
| weitere Bilder  | Evangelische Kirche | Asel, Zum Homberger Born 4 LageFlur: 5, Flurstück: 47/3                                       |              |         | 79676 DDB  |

### Basdorf
| Bild                | Bezeichnung          | Lage                                                      | Beschreibung                                                 | Bauzeit | Objekt-Nr. |
| ------------------- | -------------------- | --------------------------------------------------------- | ------------------------------------------------------------ | ------- | ---------- |
| Bild gesucht BW     | Wohnhaus             | Basdorf, Brunnenstraße 1 LageFlur: 8, Flurstück: 28/3     |                                                              |         | 79681 DDB  |
| Bild gesucht BW     | Fachwerktorhaus      | Basdorf, Brunnenstraße 4 LageFlur: 5, Flurstück: 18/2     |                                                              |         | 79682 DDB  |
| Bild gesucht BW     | ehemaliges Forsthaus | Basdorf, Brunnenstraße 28 LageFlur: 4, Flurstück: 116/3   |                                                              |         | 79683 DDB  |
| Bild gesucht BW     |                      | Basdorf, Gesamtanlage historischer Ortskern Lage          |                                                              |         | 722114 DDB |
| Bild gesucht BW     | Pumpenhaus           | Basdorf, Im Tunnenborn LageFlur: 15, Flurstück: 36        |                                                              |         | 79690 DDB  |
| Bild gesucht BW     | Wohnhaus             | Basdorf, Mühlenstraße 2 LageFlur: 8, Flurstück: 27        |                                                              |         | 79684 DDB  |
| Bild gesucht BW     | Wohnhaus             | Basdorf, Mühlenstraße 15 LageFlur: 7, Flurstück: 8/1      |                                                              |         | 79685 DDB  |
| Gerichtslinde       | Gerichtslinde        | Basdorf, Schulstraße LageFlur: 6, Flurstück: 21, 22, 25/1 | historisch wertvolle Gerichtslinde von 1527 in der Dorfmitte |         | 722122 DDB |
| Bild gesucht BW     | Wohn- und Gasthaus   | Basdorf, Schulstraße 1 LageFlur: 5, Flurstück: 2/1        |                                                              |         | 79686 DDB  |
| Bild gesucht BW     | Wohnhaus             | Basdorf, Schulstraße 14 LageFlur: 6, Flurstück: 10/4      |                                                              |         | 79687 DDB  |
| Evangelische Kirche | Evangelische Kirche  | Basdorf, Vöhler Straße 1 LageFlur: 6, Flurstück: 20/2     |                                                              |         | 79689 DDB  |

### Buchenberg
| Bild            | Bezeichnung          | Lage                                                       | Beschreibung | Bauzeit | Objekt-Nr. |
| --------------- | -------------------- | ---------------------------------------------------------- | ------------ | ------- | ---------- |
| Bild gesucht BW | ehemaliges Forsthaus | Buchenberg, Kirchtalstraße 2 LageFlur: 7, Flurstück: 34    |              |         | 79871 DDB  |
| Bild gesucht BW | Wohnhaus             | Buchenberg, Zur Sasselbach 12 LageFlur: 5, Flurstück: 25   |              |         | 79692 DDB  |
| Bild gesucht BW | Einhaus              | Buchenberg, Zur Sasselbach 15 LageFlur: 5, Flurstück: 45/1 |              |         | 79693 DDB  |

### Dorfitter
| Bild                             | Bezeichnung                      | Lage                                                                                                  | Beschreibung                                             | Bauzeit                                               | Objekt-Nr. |
| -------------------------------- | -------------------------------- | --- | -------------------------------------------------------- | ----------------------------------------------------- | ---------- |
| Bild gesucht BW                  | Schule                           | Dorfitter, Am Hohlweg 9 LageFlur: 7, Flurstück: 3/3                                                   |                                                          |                                                       | 79699 DDB  |
| Bild gesucht BW                  | Gefallenenehrenmal               | Dorfitter, Dalwigerbreite LageFlur: 2, Flurstück: 65/2                                                |                                                          |                                                       | 79713 DDB  |
| Bild gesucht BW                  | Sachgesamtheit ‚Der Hof‘         | Dorfitter, Der Hof 1, Der Hof LageFlur: 5, 7, Flurstück: 23/1, 25, 51, 52                             |                                                          |                                                       | 722132 DDB |
| Bild gesucht BW                  | Wohn-Wirtschaftsgebäude          | Dorfitter, Enser Straße 13 LageFlur: 7, Flurstück: 69/3                                               |                                                          |                                                       | 79701 DDB  |
| Bild gesucht BW                  | Gastwirtschaft „Zur Linde“       | Dorfitter, Enser Straße 19 LageFlur: 6, Flurstück: 27/1                                               |                                                          |                                                       | 79702 DDB  |
| Bild gesucht BW                  | ehemalige Schule                 | Dorfitter, Enser Straße 34 LageFlur: 1, Flurstück: 68/1                                               |                                                          |                                                       | 79703 DDB  |
| Historischer Ortskern            | Historischer Ortskern            | Dorfitter, Gesamtanlage 1 Lage                                                                        |                                                          |                                                       | 722129 DDB |
| Bild gesucht BW                  | Enser Straße/Korbacher Straße    | Dorfitter, Gesamtanlage 2 Lage                                                                        |                                                          |                                                       | 722130 DDB |
| Bild gesucht BW                  | Korbacher Straße                 | Dorfitter, Gesamtanlage 3 Lage                                                                        |                                                          |                                                       | 722131 DDB |
| Kirche, ehemals St. Bartholomäus | Kirche, ehemals St. Bartholomäus | Dorfitter, Kirchstraße 3 LageFlur: 7, Flurstück: 58/1                                                 |                                                          |                                                       | 79704 DDB  |
| Bild gesucht BW                  | Wohnhaus                         | Dorfitter, Kirchstraße 5 LageFlur: 7, Flurstück: 223/60                                               |                                                          |                                                       | 79705 DDB  |
| Bild gesucht BW                  | Wohnhaus                         | Dorfitter, Kirchstraße 6 LageFlur: 7, Flurstück: 107/56                                               |                                                          |                                                       | 79706 DDB  |
| Bild gesucht BW                  | ehemaliges Schrankenwärterhaus   | Dorfitter, Korbacher Straße 2 LageFlur: 4, Flurstück: 179/78                                          |                                                          |                                                       | 79707 DDB  |
| Bild gesucht BW                  | ehemaliger Bahnhof               | Dorfitter, Korbacher Straße 3 LageFlur: 4, Flurstück: 20/2                                            |                                                          |                                                       | 79708 DDB  |
| Bild gesucht BW                  | Wohnhaus                         | Dorfitter, Korbacher Straße 4 LageFlur: 3, Flurstück: 33/1                                            |                                                          |                                                       | 79709 DDB  |
| Bild gesucht BW                  | Hofanlage                        | Dorfitter, Korbacher Straße 7, Korbacher Straße 9 LageFlur: 7, Flurstück: 29/3                        |                                                          |                                                       | 79710 DDB  |
| Bild gesucht BW                  | Gastwirtschaft Langendorf        | Dorfitter, Korbacher Straße 13 LageFlur: 7, Flurstück: 7/6                                            |                                                          |                                                       | 79711 DDB  |
| Bild gesucht BW                  | Wohn-Wirtschaftsgebäude          | Dorfitter, Korbacher Straße 19 LageFlur: 2, Flurstück: 156/63                                         |                                                          |                                                       | 79712 DDB  |
| Bild gesucht BW                  | Rammelsmühle                     | Dorfitter, Marbachseite 1, Marbachseite 3, In der Marbach LageFlur: 1, Flurstück: 167, 187/68, 210/68 | Getreide- und Ölmühle, 1892 zum Wasserkraftwerk umgebaut | 1239 Erwähnung, ab 1366 gesichert vorhanden als Mühle | 79700 DDB  |

### Ederbringhausen
| Bild            | Bezeichnung        | Lage | Beschreibung  | Bauzeit                | Objekt-Nr. |
| --------------- | ------------------ | --- | ------------- | ---------------------- | ---------- |
| Bild gesucht BW | Wohnhaus           | Ederbringhausen, Am Langenberg 7 LageFlur: 11, Flurstück: 5                                                |               |                        | 79716 DDB  |
| weitere Bilder  | Burg Hessenstein   | Ederbringhausen, Burg Hessenstein, Graben LageFlur: 5, Flurstück: 33/4, 37/1                               |               |                        | 79722 DDB  |
| Bild gesucht BW |                    | Ederbringhausen, Gesamtanlage historischer Ortskern Lage                                                   |               |                        | 722149 DDB |
| Bild gesucht BW | Einhaus            | Ederbringhausen, Herzbergstraße 1 LageFlur: 11, Flurstück: 77/1                                            |               |                        | 79717 DDB  |
| Bild gesucht BW | Wohnhaus           | Ederbringhausen, Herzbergstraße 6 LageFlur: 11, Flurstück: 54/4                                            |               |                        | 79718 DDB  |
| Bild gesucht BW | Ehemaliger Bahnhof | Ederbringhausen, Orketalstraße 4 LageFlur: 12, Flurstück: 31/17                                            |               |                        | 79719 DDB  |
| Bild gesucht BW | Wohnhaus           | Ederbringhausen, Orketalstraße 24 LageFlur: 11, Flurstück: 86/7                                            |               |                        | 79720 DDB  |
| Bild gesucht BW | Oberste Mühle      | Ederbringhausen, Orketalstraße 36, Auf dem Sattler, Orketalstraße LageFlur: 10, Flurstück: 1, 3, 4/1, 6, 7 | Oberste Mühle | Beginn 18. Jahrhundert | 79721 DDB  |
| weitere Bilder  | Burgruine Keseberg | Ederbringhausen, Traubenseite LageFlur: 5, Flurstück: 17/3                                                 |               |                        | 79723 DDB  |

### Harbshausen
| Bild            | Bezeichnung         | Lage                                                                      | Beschreibung | Bauzeit | Objekt-Nr. |
| --------------- | ------------------- | ------------------------------------------------------------------------- | ------------ | ------- | ---------- |
| Bild gesucht BW | Evangelische Kirche | Harbshausen, Dorfstraße 17, Dorfstraße LageFlur: 1, Flurstück: 17/1, 17/2 |              |         | 79726 DDB  |
| Bild gesucht BW |                     | Harbshausen, Gesamtanlage historischer Ortskern Lage                      |              |         | 722159 DDB |

### Herzhausen
| Bild               | Bezeichnung         | Lage                                                                        | Beschreibung                                                     | Bauzeit | Objekt-Nr. |
| ------------------ | ------------------- | --------------------------------------------------------------------------- | ---------------------------------------------------------------- | ------- | ---------- |
| Ehemaliger Bahnhof | Ehemaliger Bahnhof  | Herzhausen, Am Bahnhof 1 LageFlur: 13, Flurstück: 4/5                       |                                                                  |         | 79735 DDB  |
| Ederbrücke         | Ederbrücke          | Herzhausen, Edersee, L 3084 LageFlur: 13, Flurstück: 165/11, 177/71, 212/29 |                                                                  | 1893    | 79738 DDB  |
| Dorfmühle          | Dorfmühle           | Herzhausen, Ederstraße 4 LageFlur: 12, Flurstück: 21/5                      |                                                                  |         | 79859 DDB  |
| Ehemalige Schule   | Ehemalige Schule    | Herzhausen, Ederstraße 12 LageFlur: 12, Flurstück: 31/1                     |                                                                  |         | 79729 DDB  |
| Spritzenhaus       | Spritzenhaus        | Herzhausen, Ederstraße 13 LageFlur: 11, Flurstück: 9/4                      |                                                                  |         | 79730 DDB  |
| weitere Bilder     | Burgruine Ehrenburg | Herzhausen, Ehrenberg LageFlur: 8, Flurstück: 4/1                           | Burgstall einer Höhen- und Spornburg des 9. und 14. Jahrhunderts |         | 79737 DDB  |
| Bild gesucht BW    |                     | Herzhausen, Gesamtanlage historischer Ortskern Lage                         |                                                                  |         | 722162 DDB |
| Wohnhaus           | Wohnhaus            | Herzhausen, Im Börnchen 1 LageFlur: 11, Flurstück: 16/3                     |                                                                  |         | 79731 DDB  |
| Villa              | Villa               | Herzhausen, Im Börnchen 2 LageFlur: 11, Flurstück: 103/71                   |                                                                  |         | 79732 DDB  |
| Hotel Blöcher      | Hotel Blöcher       | Herzhausen, Itterstraße 2 LageFlur: 7, Flurstück: 56/7                      |                                                                  |         | 79733 DDB  |
| Forsthaus          | Forsthaus           | Herzhausen, Itterstraße 7 LageFlur: 4, Flurstück: 40/5                      |                                                                  |         | 79734 DDB  |
| Bild gesucht BW    | Scheuermühle        | Herzhausen, Scheuermühle 1 LageFlur: 4, Flurstück: 27/1                     |                                                                  |         | 79736 DDB  |

### Kirchlotheim
| Bild            | Bezeichnung         | Lage                                                                                      | Beschreibung | Bauzeit | Objekt-Nr. |
| --------------- | ------------------- | ----------------------------------------------------------------------------------------- | ------------ | ------- | ---------- |
| weitere Bilder  | Evangelische Kirche | Kirchlotheim, Alte Bundesstraße 1 LageFlur: 2, Flurstück: 25/1                            |              |         | 79741 DDB  |
| Bild gesucht BW | Forsthaus           | Kirchlotheim, Alte Bundesstraße 7 LageFlur: 2, Flurstück: 17/6                            |              |         | 79742 DDB  |
| Bild gesucht BW |                     | Kirchlotheim, Gesamtanlage historischer Ortskern Lage                                     |              |         | 722174 DDB |
| Ederbrücke      | Ederbrücke          | Kirchlotheim, Vor der Brücke, Im Boden (Kirchlotheim) LageFlur: 6, Flurstück: 128/7, 30/7 |              |         | 79743 DDB  |

### Marienhagen
| Bild            | Bezeichnung             | Lage                                                           | Beschreibung | Bauzeit | Objekt-Nr. |
| --------------- | ----------------------- | -------------------------------------------------------------- | ------------ | ------- | ---------- |
| Bild gesucht BW |                         | Marienhagen, Gesamtanlage I – Historischer Ortskern Lage       |              |         | 722179 DDB |
| Bild gesucht BW |                         | Marienhagen, Gesamtanlage II – Am Sportplatz Lage              |              |         | 722180 DDB |
| Bild gesucht BW | Scheune                 | Marienhagen, Hauptstraße 8 LageFlur: 13, Flurstück: 35/4       |              |         | 79747 DDB  |
| Bild gesucht BW | Wohn-Wirtschaftsgebäude | Marienhagen, Hauptstraße 13 LageFlur: 12, Flurstück: 23/3      |              |         | 79748 DDB  |
| Bild gesucht BW | Wohnhaus                | Marienhagen, Hauptstraße 18 LageFlur: 14, Flurstück: 4/2       |              |         | 79749 DDB  |
| Bild gesucht BW | Kalkofen                | Marienhagen, Hinter den Zäunewiesen LageFlur: 5, Flurstück: 11 |              |         | 79755 DDB  |
| Bild gesucht BW | Hofanlage               | Marienhagen, Kahne 2 LageFlur: 1, Flurstück: 117/5             |              |         | 79750 DDB  |
| Bild gesucht BW | Wohnhaus                | Marienhagen, Kirchplatz 3 LageFlur: 12, Flurstück: 109/3       |              |         | 79751 DDB  |
| Bild gesucht BW | ehemals St. Maria       | Marienhagen, Mittelweg 5 LageFlur: 12, Flurstück: 95           |              |         | 79752 DDB  |
| Bild gesucht BW | Hofanlage               | Marienhagen, Mittelweg 11 LageFlur: 12, Flurstück: 88/1        |              |         | 79753 DDB  |
| Bild gesucht BW | Wohnhaus                | Marienhagen, Wasserpforte 3 LageFlur: 12, Flurstück: 14/2      |              |         | 79754 DDB  |

### Niederorke
| Bild            | Bezeichnung       | Lage                                                                    | Beschreibung | Bauzeit | Objekt-Nr. |
| --------------- | ----------------- | ----------------------------------------------------------------------- | ------------ | ------- | ---------- |
| Bild gesucht BW |                   | Niederorke, Gesamtanlage historischer Ortskern Lage                     |              |         | 722191 DDB |
| Bild gesucht BW | Hofanlage         | Niederorke, Ortsstraße 1 LageFlur: 7, Flurstück: 45/1                   |              |         | 79758 DDB  |
| Bild gesucht BW | Hofanlage         | Niederorke, Ortsstraße 2 LageFlur: 8, Flurstück: 16/5                   |              |         | 79856 DDB  |
| Bild gesucht BW | Niederorker Mühle | Niederorke, Ortsstraße 18, An der Orke LageFlur: 7, Flurstück: 10, 6, 9 |              |         | 79759 DDB  |

### Obernburg
| Bild                          | Bezeichnung                   | Lage | Beschreibung | Bauzeit | Objekt-Nr. |
| ----------------------------- | ----------------------------- | --- | ------------ | ------- | ---------- |
| Bild gesucht BW               | Wasserhochbehälter            | Obernburg, Am Krautgarten LageFlur: 2, Flurstück: 91/15 |              |         | 79766 DDB  |
| Bild gesucht BW               | Pfarrhaus                     | Obernburg, Burgstraße 5 LageFlur: 6, Flurstück: 3/3 |              |         | 79763 DDB  |
| Bild gesucht BW               | Evangelische Kirche           | Obernburg, Burgstraße 7, Burgstraße LageFlur: 6, Flurstück: 5, 6 |              |         | 79764 DDB  |
| Bild gesucht BW               |                               | Obernburg, Gesamtanlage historischer Ortskern Lage |              |         | 722195 DDB |
| Sachgesamtheit Hof Lauterbach | Sachgesamtheit Hof Lauterbach | Obernburg, Hof Lauterbach 1, Hof Lauterbach 3, Hof Lauterbach 8, Hof Lauterbach 6, Hof Lauterbach 4, Hof Lauterbach 2, Hof Lauterbach 5, Hof Lauterbach 7, Hof Lauterbach, Am Mühlweg, Hinter dem Teichgarten, Teichgarten, Die große Wiese LageFlur: 7, Flurstück: 11/12, 11/14–18, 11/2, 11/5, 11/7, 11/9, 17/11, 17/17, 17/6, 5/4, 5/5, 7/1, 7/2 |              |         | 79762 DDB  |
| Bild gesucht BW               | Wohnhaus                      | Obernburg, Lauterbacher Straße 10 LageFlur: 6, Flurstück: 84/3 |              |         | 79765 DDB  |

### Oberorke
| Bild            | Bezeichnung         | Lage                                                     | Beschreibung | Bauzeit | Objekt-Nr. |
| --------------- | ------------------- | -------------------------------------------------------- | ------------ | ------- | ---------- |
|                 |                     | Oberorke, Gesamtanlage historischer Ortskern Lage        |              |         | 722202 DDB |
| Bild gesucht BW | Hof Treisbach       | Oberorke, Hof Treisbach 1 LageFlur: 5, Flurstück: 32     |              |         | 79771 DDB  |
| Bild gesucht BW | Wohnhaus            | Oberorke, Sauerlandstraße 9 LageFlur: 1, Flurstück: 46/4 |              |         | 79769 DDB  |
| weitere Bilder  | Evangelische Kirche | Oberorke, Zur Kirche 5 LageFlur: 1, Flurstück: 23        |              |         | 79770 DDB  |

### Schmittlotheim
| Bild            | Bezeichnung        | Lage                                                             | Beschreibung | Bauzeit | Objekt-Nr. |
| --------------- | ------------------ | ---------------------------------------------------------------- | ------------ | ------- | ---------- |
| weitere Bilder  | Ehemaliger Bahnhof | Schmittlotheim, Am Hüttenrain 3 LageFlur: 1, Flurstück: 49/3     |              |         | 79774 DDB  |
| Bild gesucht BW | Pegelhäuschen      | Schmittlotheim, Auf dem Hainchen LageFlur: 1, Flurstück: 123     |              |         | 79781 DDB  |
| Bild gesucht BW | Straßenbrücke      | Schmittlotheim, Eder LageFlur: 1, Flurstück: 141/2               |              |         | 79780 DDB  |
|                 |                    | Schmittlotheim, Gesamtanlage Lage                                |              |         | 722207 DDB |
| Bild gesucht BW | Jagdhaus           | Schmittlotheim, Hagensteinweg 8 LageFlur: 14, Flurstück: 77/17   |              |         | 79775 DDB  |
| Bild gesucht BW | Wohnhaus           | Schmittlotheim, Im Heubach 3 LageFlur: 17, Flurstück: 2/3        |              |         | 79776 DDB  |
| Bild gesucht BW | Hagenstein         | Schmittlotheim, Obstseite LageFlur: 2, Flurstück: 1/1            |              |         | 79854 DDB  |
| Bild gesucht BW | Wohnhaus           | Schmittlotheim, Raiffeisenstraße 9 LageFlur: 17, Flurstück: 21/1 |              |         | 79777 DDB  |
| Bild gesucht BW | Einhaus            | Schmittlotheim, Raiffeisenstraße 17 LageFlur: 17, Flurstück: 6   |              |         | 79778 DDB  |
| Bild gesucht BW | Hofanlage          | Schmittlotheim, Raiffeisenstraße 19 LageFlur: 17, Flurstück: 3/1 |              |         | 79779 DDB  |

### Thalitter
| Bild               | Bezeichnung                                     | Lage                                                                           | Beschreibung              | Bauzeit | Objekt-Nr. |
| ------------------ | ----------------------------------------------- | ------------------------------------------------------------------------------ | ------------------------- | ------- | ---------- |
| weitere Bilder     | Itterburg                                       | Thalitter, An der Burg LageFlur: 17, Flurstück: 70/15                          | eine der drei Itterburgen |         | 79795 DDB  |
| Bild gesucht BW    | Itterwerke (Sachgesamtheit)                     | Thalitter, Bahnhofstraße 8, Bahnhofstraße LageFlur: 17, Flurstück: 15/14, 15/9 |                           |         | 79786 DDB  |
| Bild gesucht BW    | Ittertunnel (I)                                 | Thalitter, Eisenbahn LageFlur: 14, Flurstück: 6                                |                           |         | 79799 DDB  |
| Bild gesucht BW    | Ittertunnel (II)                                | Thalitter, Eisenbahn LageFlur: 14, Flurstück: 84                               |                           |         | 79800 DDB  |
| Bild gesucht BW    | Historischer Ortskern                           | Thalitter, Gesamtanlage 1 Lage                                                 |                           |         | 722217 DDB |
| Bild gesucht BW    | Bergfreiheit                                    | Thalitter, Gesamtanlage 2 Lage                                                 |                           |         | 722218 DDB |
| Bild gesucht BW    |                                                 | Thalitter, Gesamtanlage 3 Lage                                                 |                           |         | 722219 DDB |
| Bild gesucht BW    | Ehemalige Kupferhütte                           | Thalitter, Hüttenstraße LageFlur: 15, Flurstück: 7/9                           |                           |         | 79787 DDB  |
| Bild gesucht BW    | Alter Friedhof                                  | Thalitter, Im Dorfe LageFlur: 1, Flurstück: 18                                 |                           |         | 79797 DDB  |
| ehemaliges Bergamt | ehemaliges Bergamt                              | Thalitter, Immighäuser Straße 2 LageFlur: 14, Flurstück: 92/17                 |                           | um 1675 | 79788 DDB  |
| Bild gesucht BW    | Gasthaus und Brauerei                           | Thalitter, Immighäuser Straße 3 LageFlur: 14, Flurstück: 80                    |                           |         | 79789 DDB  |
| Bild gesucht BW    | Wohnhaus und Bierkeller                         | Thalitter, Immighäuser Straße 5 LageFlur: 14, Flurstück: 81/1                  |                           |         | 79790 DDB  |
| Bild gesucht BW    | Gartenlaube                                     | Thalitter, Immighäuser Straße 7 LageFlur: 14, Flurstück: 81/2                  |                           |         | 79791 DDB  |
| Bild gesucht BW    | Wohnhaus                                        | Thalitter, Immighäuser Straße 11 LageFlur: 14, Flurstück: 59                   |                           |         | 79792 DDB  |
| Bild gesucht BW    | Neuer Friedhof                                  | Thalitter, Kampf LageFlur: 17, Flurstück: 81                                   |                           |         | 79798 DDB  |
| Bild gesucht BW    | Wohnhaus                                        | Thalitter, Kampfseite 9 LageFlur: 5, Flurstück: 3/13                           |                           |         | 79793 DDB  |
| Bild gesucht BW    | Wohnhaus                                        | Thalitter, Schafweg 1, Schafweg LageFlur: 14, Flurstück: 35/1, 35/4            |                           |         | 79794 DDB  |
| weitere Bilder     | sogenannte Bergkirche, ehemals St. Bartholomäus | Thalitter, Zur Bergkirche 7 LageFlur: 1, Flurstück: 19                         |                           |         | 79796 DDB  |

### Vöhl
| Bild                                                   | Bezeichnung                                            | Lage                                                                       | Beschreibung | Bauzeit | Objekt-Nr. |
| ------------------------------------------------------ | ------------------------------------------------------ | -------------------------------------------------------------------------- | --- | ------- | ---------- |
| Bild gesucht BW                                        | Friedhof                                               | Vöhl, Am Brunkel LageFlur: 7, Flurstück: 73, 74/1, 84/1                    | |         | 79806 DDB  |
| Bild gesucht BW                                        | Wohnhaus                                               | Vöhl, Am Brunkel 7 LageFlur: 7, Flurstück: 67                              | |         | 79805 DDB  |
| Bild gesucht BW                                        | Wohnhaus                                               | Vöhl, Am Kirle 2 LageFlur: 16, Flurstück: 26/5                             | |         | 79807 DDB  |
| Bild gesucht BW                                        | Wohnhaus                                               | Vöhl, Am Kirle 6 LageFlur: 16, Flurstück: 30/1                             | |         | 79808 DDB  |
| Bild gesucht BW                                        | Wohnhaus                                               | Vöhl, Am Kirle 10 LageFlur: 16, Flurstück: 37/6                            | |         | 79809 DDB  |
| Bild gesucht BW                                        | Wohnhaus                                               | Vöhl, Am Kirle 12 LageFlur: 16, Flurstück: 1/1                             | |         | 79810 DDB  |
| Bild gesucht BW                                        | Wohnhaus                                               | Vöhl, Am Kirle 14 LageFlur: 16, Flurstück: 2/3                             | |         | 79811 DDB  |
| Bild gesucht BW                                        | Siegmannsmühle                                         | Vöhl, Am Mühlenwald 3, Mühlwiese LageFlur: 9, Flurstück: 11/4, 16          | |         | 79812 DDB  |
| Bild gesucht BW                                        | Wohn-Wirtschaftsgebäude                                | Vöhl, Arolser Straße 4 LageFlur: 15, Flurstück: 122/9                      | |         | 79814 DDB  |
| Bild gesucht BW                                        | Wohn-Wirtschaftsgebäude                                | Vöhl, Arolser Straße 6 LageFlur: 15, Flurstück: 124/4                      | |         | 79815 DDB  |
| Bild gesucht BW                                        | Ehemalige jüdische Elementarschule                     | Vöhl, Arolser Straße 8, Arolser Straße LageFlur: 15, Flurstück: 125/1, 126 | Wohn-/Geschäftshaus, ab 1881 auch jüdische Elementarschule. Kulturdenkmal aus geschichtlichen und städtebaulichen Gründen. | 1837    | 79816 DDB  |
| Bild gesucht BW                                        | Scheune                                                | Vöhl, Arolser Straße 9 LageFlur: 17, Flurstück: 7/2                        | |         | 79817 DDB  |
| Bild gesucht BW                                        | Wohnhaus                                               | Vöhl, Arolser Straße 10 LageFlur: 15, Flurstück: 128/1                     | |         | 79818 DDB  |
| Bild gesucht BW                                        | Scheune                                                | Vöhl, Arolser Straße 11 LageFlur: 17, Flurstück: 3/1, 4                    | |         | 79819 DDB  |
| Bild gesucht BW                                        | Wohnhaus                                               | Vöhl, Arolser Straße 14 LageFlur: 15, Flurstück: 20/3                      | |         | 79820 DDB  |
| Bild gesucht BW                                        | Einhaus und Schmiede                                   | Vöhl, Arolser Straße 15a LageFlur: 18, Flurstück: 41/3                     | |         | 79821 DDB  |
| Bild gesucht BW                                        | Wohnhaus                                               | Vöhl, Arolser Straße 23 LageFlur: 18, Flurstück: 31/2                      | |         | 79822 DDB  |
| Bild gesucht BW                                        | Hofanlage                                              | Vöhl, Arolser Straße 27 LageFlur: 18, Flurstück: 25/1                      | |         | 79823 DDB  |
| Bild gesucht BW                                        | ehemaliges Gasthaus Prinz Wilhelm                      | Vöhl, Basdorfer Straße 1 LageFlur: 15, Flurstück: 118/3                    | |         | 79824 DDB  |
| Bild gesucht BW                                        | Ehemaliges Pfarrhaus                                   | Vöhl, Basdorfer Straße 6 LageFlur: 15, Flurstück: 59/5                     | |         | 79825 DDB  |
| Bild gesucht BW                                        | Einhaus                                                | Vöhl, Basdorfer Straße 7 LageFlur: 15, Flurstück: 63/1                     | |         | 79826 DDB  |
| Bild gesucht BW                                        | Wohnhaus                                               | Vöhl, Basdorfer Straße 9 LageFlur: 15, Flurstück: 65/7                     | |         | 79827 DDB  |
| Bild gesucht BW                                        | ehemaliges Forsthaus                                   | Vöhl, Forstweg 2 LageFlur: 11, Flurstück: 50/4                             | |         | 79872 DDB  |
| Bild gesucht BW                                        | Wohnhaus                                               | Vöhl, Friedhofsweg 1 LageFlur: 15, Flurstück: 49/1                         | |         | 79828 DDB  |
| Bild gesucht BW                                        | Wohnhaus                                               | Vöhl, Friedhofsweg 5 LageFlur: 16, Flurstück: 12/2                         | |         | 79829 DDB  |
| Jüdischer Friedhof                                     | Jüdischer Friedhof                                     | Vöhl, Gartenstraße LageFlur: 18, Flurstück: 2/1                            | |         | 79830 DDB  |
| Bild gesucht BW                                        |                                                        | Vöhl, Gesamtanlage historischer Ortskern Lage                              | |         | 722237 DDB |
| Steinhaus                                              | Steinhaus                                              | Vöhl, Henkelstraße LageFlur: 17, Flurstück: 31/8                           | |         | 79838 DDB  |
| Bild gesucht BW                                        | Einhaus                                                | Vöhl, Henkelstraße 6 LageFlur: 17, Flurstück: 30/2                         | |         | 79832 DDB  |
| Bild gesucht BW                                        | Einhaus                                                | Vöhl, Henkelstraße 7 LageFlur: 12, Flurstück: 12                           | |         | 79833 DDB  |
| Bild gesucht BW                                        | ehemaliges Postamt                                     | Vöhl, Henkelstraße 8 LageFlur: 17, Flurstück: 35/4                         | |         | 79834 DDB  |
| Bild gesucht BW                                        | ehemalige Sparkasse                                    | Vöhl, Henkelstraße 11 LageFlur: 8, Flurstück: 109/2                        | |         | 79835 DDB  |
| Bild gesucht BW                                        | Hofanlage                                              | Vöhl, Henkelstraße 20 LageFlur: 17, Flurstück: 42                          | |         | 79836 DDB  |
| Bild gesucht BW                                        | Wohnhaus                                               | Vöhl, Henkelstraße 24 LageFlur: 11, Flurstück: 66/4                        | |         | 79837 DDB  |
| Bild gesucht BW                                        | Wohnhaus                                               | Vöhl, Kirchweg (Vöhl) 1 LageFlur: 15, Flurstück: 119/6, 119/7, 119/8       | |         | 79813 DDB  |
| Bild gesucht BW                                        | Wohnhaus                                               | Vöhl, Kirchweg (Vöhl) 5 LageFlur: 15, Flurstück: 115                       | |         | 79840 DDB  |
| Bild gesucht BW                                        | Wohnhaus                                               | Vöhl, Kirchweg (Vöhl) 6 LageFlur: 15, Flurstück: 107/2                     | |         | 79841 DDB  |
| Evangelische Kirche, ehemals St. Cyriakus und Martinus | Evangelische Kirche, ehemals St. Cyriakus und Martinus | Vöhl, Kirchweg (Vöhl) 8 LageFlur: 15, Flurstück: 110/1                     | |         | 79839 DDB  |
| Bild gesucht BW                                        | Wohnhaus                                               | Vöhl, Mittelgasse 5 LageFlur: 15, Flurstück: 24/2                          | |         | 79842 DDB  |
| weitere Bilder                                         | Synagoge                                               | Vöhl, Mittelgasse 9 LageFlur: 15, Flurstück: 29/3                          | |         | 79843 DDB  |
| Bild gesucht BW                                        | Schlossmauer                                           | Vöhl, Schloßstraße, Schloßstraße 3 LageFlur: 12, Flurstück: 2/3, 2/4, 3    | |         | 79849 DDB  |
| Ehemaliges Landgericht                                 | Ehemaliges Landgericht                                 | Vöhl, Schloßstraße 1 LageFlur: 12, Flurstück: 2/5                          | |         | 79844 DDB  |
| Bild gesucht BW                                        | Apotheke                                               | Vöhl, Schloßstraße 2 LageFlur: 12, Flurstück: 17/1                         | |         | 79845 DDB  |
| Ehemalige Scheune des Hofgutes, Oberförsterei          | Ehemalige Scheune des Hofgutes, Oberförsterei          | Vöhl, Schloßstraße 4 LageFlur: 12, Flurstück: 9/8                          | |         | 79846 DDB  |
| Bild gesucht BW                                        | Saalbau                                                | Vöhl, Schloßstraße 6 LageFlur: 12, Flurstück: 8/5                          | |         | 79847 DDB  |
| weitere Bilder                                         | Henkelhalle                                            | Vöhl, Schloßstraße 10 LageFlur: 8, Flurstück: 80/2                         | |         | 79848 DDB  |
| Bild gesucht BW                                        | Wohnhaus                                               | Vöhl, Schulberg 2 LageFlur: 15, Flurstück: 68/3                            | |         | 79850 DDB  |
| Bild gesucht BW                                        | Ehemalige Schule                                       | Vöhl, Schulberg 7 LageFlur: 15, Flurstück: 97                              | |         | 79851 DDB  |
| Bild gesucht BW                                        | Doppelwohnhaus                                         | Vöhl, Schulberg 12 LageFlur: 15, Flurstück: 83/1                           | |         | 79852 DDB  |
| Bild gesucht BW                                        | Wohn-Wirtschaftsgebäude                                | Vöhl, Schulberg 14 LageFlur: 15, Flurstück: 87                             | |         | 79853 DDB  |